# Торри, Клэр
Клэр Торри (англ. Clare Torry; род. 29 ноября 1947 года, Марилебон, Лондон, Великобритания) — британская певица, наиболее известная тем, что исполнила вокализ в песне Pink Floyd «The Great Gig in the Sky» с альбома 1973 года The Dark Side of the Moon. Она также сделала кавер на сингл Долли Партон «Love Is Like a Butterfly» для музыкальной темы ситкома BBC Butterflies.

## Биография
Клэр Торри родилась 29 ноября 1947 года в Марилебоне в семье Джеффри Нэпьера Торри и его жены Дороти В. Сингер.

## Карьера
Торри начала карьеру исполнителя в конце 1960-х. В основе ее деятельности лежала запись каверов на популярные песни.  Алан Парсонс предложил ей принять участие в записи инструментальной песни «The Great Gig in the Sky» для альбома Pink Floyd The Dark Side of the Moon. Позже она исполняла эту песню 4 ноября 1973 года в лондонском Rainbow Theater, вместе с Pink Floyd на концерте 1990 года в Небуорте и с Роджером Уотерсом на некоторых из его сольных концертов 1980-х годов.
Также Торри работала в качестве сессионной певицы (пела в ряде рекламных роликов на британском телевидении 1970-х годов) и в качестве бэк-вокалистки с Кевином Айерсом, Оливией Ньютон-Джон, Shriekback, The Alan Parsons Project (для которых она также спела ведущий вокал в одном из треков на их альбоме Eve 1979 года), лидером Procol Harum Гэри Брукером, Мэттью Фишером, Черроне, Мит Лоуф (дуэт на песню «Nowhere Fast» и сингл «Modern Girl»), Джонни Мерсером и Doctors of Madness.
Она исполнила песню Долли Партон «Love Is Like a Butterfly» в качестве музыкальной темы ситкому BBC Butterflies. Она была выпущена как сингл в 1981 году. В 1969 году Торри выпустила песню «Love for Living», которую спродюсировали Ронни Скотт и Робин Гибб. Торри исполнила бэк-вокал в треке «The War Song» из альбома Waking Up with the House on Fire от Culture Club в 1984 году, а также в треке «Yellowstone Park» из альбома Tangerine Dream Le Parc в следующем году.